# Бурокрылая ржанка
Бурокры́лая ржа́нка, или азиа́тская бурокры́лая ржа́нка (лат. Pluvialis fulva) — вид птиц семейства ржанковых.

## Внешний вид
Немного темнее и мельче золотистой ржанки. Подмышечные и испод крыла дымчато-серые (у золотистой ржанки белые, у тулеса чёрные). Белая полоса, отделяющая чёрный низ от пестрого верха, на боках прикрыта крылом и не видна. Поведение, как у золотистой ржанки. Крик похож на крик золотистой ржанки, но более двусложный: «тюр-лии, тюр-лии», реже «тюии».

## Распространение
Характерный обитатель сухих вариантов типичных тундр: кочкарных, дриадово-моховых, мохово-лишайниковых, которые широко распространены на многочисленных возвышенностях Таймыра. Похоже, что в подзоне кустарниковых тундр она конкурирует с золотистой ржанкой, и там, где есть последняя, бурокрылая ржанка или редка, или вообще не гнездится и в этой подзоне, и в лесотундре. На это указывают данные А. В. Кречмара (1966), Е. С. Равкина и И. И. Глейха (1981) и И. И. Чупина (1987). Проникает в подзону арктических тундр, но избегает их приморского варианта. Южная граница гнездового ареала выяснена недостаточно. Ясно, что он полностью охватывает подзону типичных тундр, в ряде случаев широко вторгаясь в подзону кустарниковых тундр (больше на востоке, чем на западе), а при подходящих ландшафтных условиях охватывает и некоторые участки лесотундры. Характерные биотопы — более сухие, повышенные участки тундр — бугорковых, кочкарных лишайниковых, дриадово-моховых, в основном по склонам увалов (Рогачева, 1988).

## Питание
Питаются главным образом насекомыми и их личинками. Весной и осенью ржанки, видимо, поедают также ягоды брусники и вороники.

## Размножение
Гнездо меньше, чем у золотистой ржанки, но более тщательно выстлано сухой травой и листочками ерника. Кладка — 4 пестрых яйца с желтоватым фоном и тёмным, сливающимся крапом. Заметить их очень трудно. Обе птицы активно отводят от гнезда человека, с яростью преследуют длиннохвостых поморников. Молодые начинают появляться со второй декады июля, а к концу второй декады августа птенцы уже равны по размерам взрослым. Сразу же начинается отлёт.